# Laguna Maxbal
A Laguna Maxbal é um lago localizado na Guatemala, cuja cota de altitude é de 1220 metros acima do nível do mar. Localiza-se no departamento de Huehuetenango, no município de Santa Cruz Barillas.